# Oh Mercy
Oh Mercy – dwudziesty szósty album studyjny Boba Dylana, wydany 12 września 1989 nakładem wytwórni Columbia.

## Historia i charakter albumu
Daniel Lanois został polecony Dylanowi przez Bono z grupy U2, który czuł, że Dylan potrzebuje prawdziwego producenta. Dlatego korzystając z koncertu w Nowym Orleanie we wrześniu 1988 r. Dylan spotkał się z Lanoisem i usłyszał swoje utwory („With God on Our Side” oraz „Hollis Brown”) wykonywane przez Neville Brothers na albumie Yellow Moon, którego producentem był właśnie Lanois.
Dylan podpisał właśnie nowy kontrakt z Sony. Na początku miał problemy z porzuceniem studiów nagraniowych w Los Angeles, które okazały się dla niego tak nieproduktywne w ciągu ostatnich lat. Ponieważ jednak Lanois okazał się dość bezpośrednim człowiekiem, nie nalegającym na rygorystyczne przestrzeganie etykiety studyjnej, Dylan wybrał się do Nowego Orleanu. Zgodził się nawet na wybór muzyków przez producenta (dotychczas sam to robił) i swoje ewentualne wątpliwości rozwiązywał na korzyść Lanoisa.

## Muzycy
- Bob Dylan – pianino, gitara, harmonijka, organy, śpiew (sesje 1–3)
- Daniel Lanois – gitara, gitara Dobro, omnichord (sesje 1–3)
- Paul Synegal – gitara (sesja 1)
- Larry Jolivet – gitara basowa (sesja 1)
- Alton Rubin Jr. tarka (sesja 1)
- John Hart – saksofon (sesja 1)
- Rockin’ Dopsie – akordeon (sesja 1)
- Malcolm Burn – instrumenty klawiszowe, gitara basowa, tamburyn (sesje 2, 3)
- Mason Ruffner – gitara (sesja 2)
- Brian Stoltz – gitara (sesja 2)
- Tony Hall – gitara basowa (sesja 2)
- Cyril Neville – instrumenty perkusyjne (sesja 2)
- Willie Green – perkusja (sesja 2)
- Daryl Johnson – instrumenty perkusyjne (sesja 2)

## Lista utworów
- Strona 1

1. Political World
2. Where Teardrops Fall
3. Everything Is Broken
4. Ring Them Bells
5. Man in Long Black Coat

- Strona 2

1. Most of the Time
2. What Good Am
3. Disease of Conceit
4. What Was It You Wanted
5. Shooting Star

## Odrzucone utwory
1. Broken Days
2. Ring Them Bells (druga wersja trafiła na album)
3. Shooting Star (co najmniej 3 wersje; trzecia trafiła ma album)
4. Dignity (jedna z wersji trafiła na Bob Dylan’s Greatest Hits Volume 3)
5. Born in Time (jedna z wersji ukazała się na Under the Red Sky)
6. God Knows
7. Series of Dreams
8. Most of the Time
9. Born in Time
10. God Knows
11. Series of Dreams (jedna z wersji trafiła na The Bootleg Series Volumes 1–3 (Rare & Unreleased) 1961–1991)

## Opis albumu
- Producent – Daniel Lanois
- Nagranie – Malcolm Burn i Mark Howard

1. sesja: Studio on the Move, Emlah Court, Nowy Orlean, Luizjana; (album 2)
2. sesja: Studio on the Move, Emlah Court, Nowy Orlean], Luizjana; (album 1, 4, 5, 6, 7, 8, 9, 10; odrzuty 1–7 )
3. sesja: Studio on the Move, Emlah Court, Nowy Orlean], Luizjana; sesja wokalnego overdubbingu (album 3; odrzuty 8–11)

- Miksowanie – Malcolm Burn, Daniel Lanois
- mastering – Greg Calbi
- Studio – Sterling Sound, Nowy Jork
- Mural – Trotsky
- Projekt albumu – Christopher Austopchuk
- Projekt czcionki – Mark Burdett
- Fotografia – Suzie-Q
- Czas – 38 min 46 s
- Firma nagraniowa – Columbia
- Numer katalogowy – CK 45281
- Data wydania – 22 września 1989

## Listy przebojów

### Album
| Rok  | Lista                           | Pozycja |
| ---- | ------------------------------- | ------- |
| 1989 | Billboard USA. Albumy popowe    | 30      |
| 1989 | Melody Maker USA. Albumy popowe | 6       |